# Abyarachryson
Abyarachryson signaticolle es una especie de coleóptero polífago crisomeloideo perteneciente al género monotípico Abyarachryson, de la tribu Achrysonini en la familia Cerambycidae. Es originaria de Chile.